# Chödrub Gyatsho
| Tibetische Bezeichnung                      |
| ------------------------------------------- |
| Tibetische Schrift: ཆོས་གྲུབ་རྒྱ་མཚོ་             |
| Wylie-Transliteration: chos grub rgya mtsho |
| Chinesische Bezeichnung                     |
| Vereinfacht: 却朱嘉措                       |
| Pinyin:Quezhu Jiacuo                        |

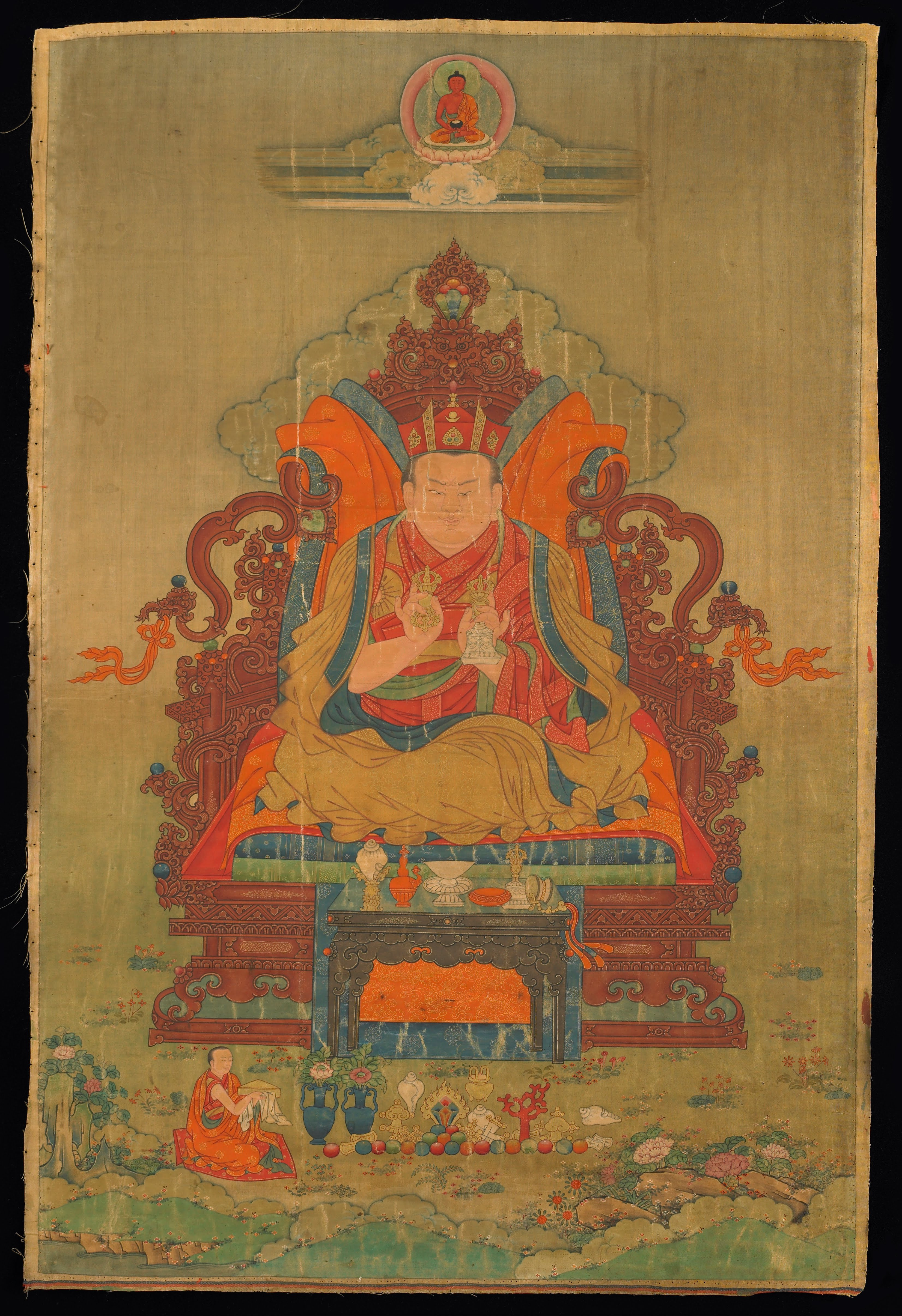
Chödrub Gyatsho

Chödrub Gyatsho  (tib. chos grub rgya mtsho; geb. 1733; gest. 1791) war der 10. Sharmapa (zhwa dmar pa), auch Shamar Rinpoche genannt, ein tibetischer Trülku der Karma-Kagyü-Schule (Rotmützen) des tibetischen Buddhismus. Er stammte aus Zhaxizi, Tibet. Er stiftete die Gurkha-Invasion nach Ü-Tsang in Tibet an und die Shamarpa-Linie wurde vom Qianlong-Kaiser aus der Reinkarnation verbannt. Chödrub Gyatsho hatte vermutlich Selbstmord begangen.

## Leben
Der Halbbruder von Chögyi Gyatso, Pelden Yeshe, war der 6. Penchen Erdeni. Im 45. Jahr der Qianlong-Herrschaft (1780) reiste der 6. Penchen nach Peking, um den 70. Geburtstag des Kaisers zu feiern, und starb in Chengde an einer Krankheit. Eine große Menge an Gold und Silber, die der Kaiser dem Penchen geschenkt hatte, wurde von einem anderen Bruder des 6. Penchen, Trungpa Trülku (Zhongba Hutuktu 仲巴呼图克图), dem Hauptverwalter des Klosters Trashilhünpo, der auch der Bruder von Chögyi Gyatso war, angeeignet. Daraufhin begab sich Chögyi Gyatso zu den Gurkhas und überredete sie, in Ü-Tsang einzumarschieren und die Schätze des Trashilhünpo-Klosters zu plündern. 1788 endete die erste Invasion friedlich, und 1790 marschierten die Gurkhas ein zweites Mal ein, und der Qing-Hof entsandte den Generalgouverneur von Sichuan, Ohui, und den großen General Fuk'anggan, um mit der Gurkha-Armee zu kämpfen. Die Qing-Armee überquerte den Himalaya und marschierte in die Gurkha-Hauptstadt ein. Der Gurkha-König wurde zur Kapitulation gezwungen. Danach erklärte der Qianlong-Kaiser Chögyi Gyatso zum Verräter und ordnete an, dass Shamarpa nicht wiedergeboren werden dürfe, und die Mönche der Rotmützen-Linie wurden gezwungen, zur Gelben Religion (d. h. die der Gelugpa) überzutreten.
Es war unter anderem dieses Problem, das den chinesischen Kaiser Qianlong veranlasste, das Auswahlverfahren für die Goldene Urne einzuführen. Nachdem die Qing-Armee die Gurkha befriedet hatte, erließ sie die Vorschrift über die Amtsbefugnisse der Hochkommissare in Tibet Qinding Zangnei shanhou zhangcheng, womit das Etikettierungssystem der Goldenen Urne für die Reinkarnation der Trülkus offiziell eingeführt wurde.
Im Jahr 1793 starb der 10. Shamarpa, viele nahmen an, dass es Selbstmord war.